# Provincia de Noumbiel
Noumbiel es una de las 45 provincias de Burkina Faso, su capital es Batié.

## Departamentos (población estimada a 1 de julio de 2018)

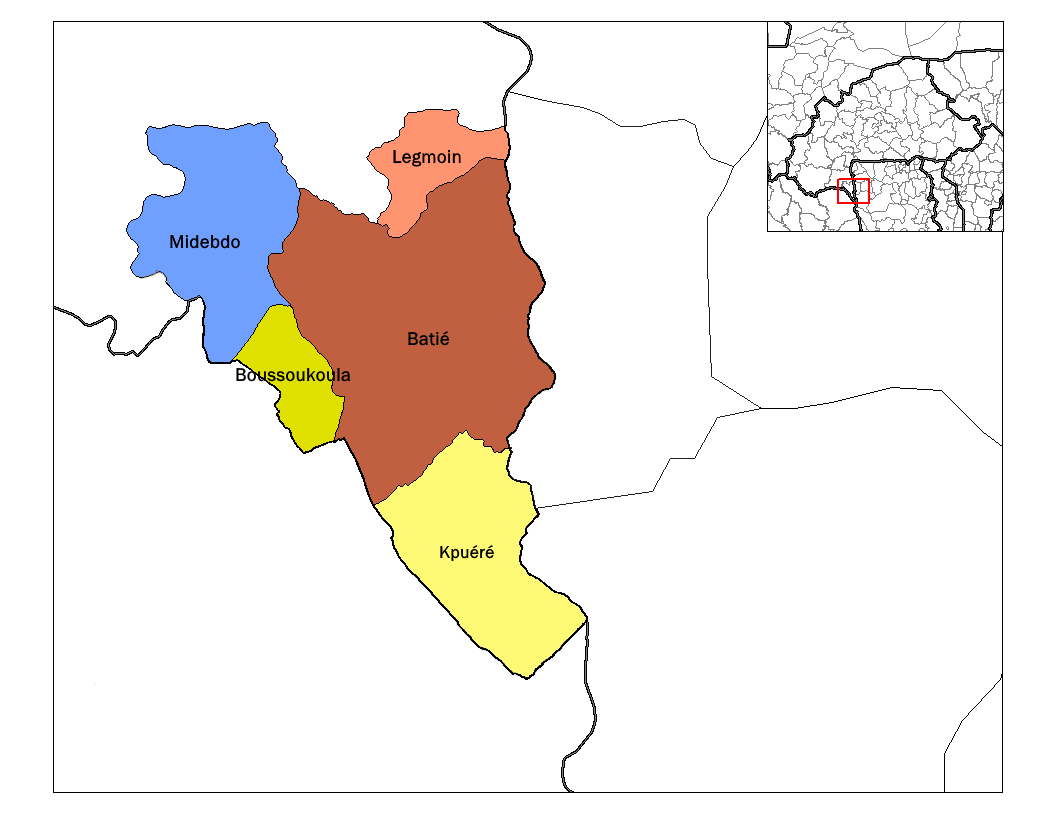
Departamentos de Noumbiel.

La provincia está dividida en cuatro departamentos:
- Batié 45,877
- Boussoukoula 11,217
- Kpuéré 10,125
- Legmoin 18,065
- Midebdo 15,325